# Treron sanctithomae
Il piccione verde di São Tomé (Treron sanctithomae J. F. Gmelin, 1789) è un uccello della famiglia dei Columbidi diffuso a São Tomé.